# Brácana (Córdoba)
Brácana es una localidad y entidad de población perteneciente al municipio de Almedinilla, en la provincia de Córdoba, dentro de la comunidad autónoma de Andalucía (España). Se sitúa en el sector meridional de la Subbética Cordobesa, y en su entorno inmediato se encuentran los núcleos de Fuente Grande, Venta Valero, Los Ríos y Las Sileras.
Esta pequeña comunidad está llena de tradición, devoción y riqueza cultural que te cautivarán desde el primer momento.

## Cultura

### Festivos
Brácana es famosa por su vibrante celebración de carnaval. Durante estas festividades, los lugareños se disfrazan con ingenio y creatividad para participar en los concursos. El carnaval de Brácana es una ocasión para dejar atrás las preocupaciones diarias y sumergirse en la diversión y el espíritu festivo.

### Religión
En el corazón de Brácana, se encuentra la Iglesia de Nuestra Señora de Fátima, un lugar de devoción y encuentro espiritual para la comunidad local. La Virgen de Fátima es venerada con gran fervor. El 13 de mayo se organiza una procesion que recorre las calles del pueblo.

### Economía
Brácana también es conocida por su producción de aceite de oliva de alta calidad. La Cooperativa Nuestra Señora del Carmen desempeña un papel fundamental en la comunidad, agrupando a los agricultores locales y promoviendo la producción y comercialización del aceite de oliva virgen extra. Este tesoro líquido es resultado del esfuerzo y la dedicación de los agricultores de la zona, porque olivares se extienden por los hermosos paisajes de Brácana y sus alrededores.

### Aceite de oliva
El aceite de oliva de Brácana, se encuentra bajo el sello de la denominación de Origen Protegida Priego de Córdoba. Esto garantiza su calidad y autenticidad, convirtiéndolo en un producto apreciado tanto a nivel nacional como internacional. Si visitas Brácana, no dudes en degustar este exquisito aceite de oliva, que aportará un sabor único a tus platos y te permitirá descubrir el arte y la pasión de la cultura oleícola de la comarca.
En Brácana, la tradición, la religión y la exquisitez culinaria se entrelazan para ofrecerte una experiencia auténtica y enriquecedora. Ven y sumérgete en la energía festiva del carnaval, déjate llevar por la devoción hacia la Virgen de Fátima, y saborea el sabor excepcional del aceite de oliva virgen extra de Brácana

En la parte que corresponde a la naturaleza tiene el paraje El Salto del Caballo, una cascada perteneciente al rio Caicena